# Begoña Gómez
Begoña Gómez Martín (ur. 23 listopada 1964 w Madrycie) – hiszpańska judoczka. Olimpijka z Barcelony 1992, gdzie zajęła siódme miejsce w wadze półśredniej.
Siódma na mistrzostwach świata w 1989. Startowała w Pucharze Świata w 1984, 1986, 1987, 1989 i 1991 roku. Zdobyła trzy medale mistrzostw Europy w latach 1988 - 1992.
Jej mąż Carlos Sotillo, również był judoką i olimpijczykiem z Los Angeles 1984, Seulu 1988 i Barcelony 1992.

## Letnie Igrzyska Olimpijskie 1992
| Konkurencja | Eliminacje               | Eliminacje         | Repasaże                     | Repasaże                | Klas. końcowa |
| Konkurencja | Przeciwnik I             | Przeciwnik II      | Przeciwnik I                 | Przeciwnik II           | Miejsce       |
| ----------- | ------------------------ | ------------------ | ---------------------------- | ----------------------- | ------------- |
| 61 kg       | Takako Kobayashi (JPN) Z | Ja’el Arad (ISR) P | Miroslava Jánošíková (TCH) Z | Jelena Pietrowa (EUN) P | 7.            |